# Gualter von Greiggenschildt
Gualter von Greiggenschildt, auch Gvalter oder Walter von Greigenschild, (* 1. Mai 1622 in Wolgast; † 18. Februar 1697 in Greifswald) war ein Jurist und Rechtsgelehrter schottischer Abstammung in Schwedisch-Pommern. Sein bürgerlicher Name war Gualth Greigh, auch Gualter Greigg oder Walter Greigge.

## Leben
Sein Vater Johan Greigh war ein aus Montrose in Schottland stammender Kaufmann. Seine Mutter hieß Hedwig Fischer. Nach Reisen in verschiedene Länder wurde er 1654 an der Universität Greifswald zum Lizenziat des Rechts promoviert. Im selben Jahr berief ihn der Kanzler der Universität Johan Oxenstierna zum außerordentlichen Professor. Daneben war er weiterhin als Anwalt tätig. 1655 wurde er zum Doktor des Rechts promoviert. Carl Gustav Wrangel berief ihn 1659 zum Generalauditeur der schwedischen Armee in Deutschland und zum Direktor des Kriegskonsistoriums in Pommern. 1669 wurde er Assessor und 1683 Direktor des pommerschen Hofgerichts. Am 3. März 1683 wurde er mit dem Namen von Greiggenschildt in den schwedischen Adelsstand erhoben. Er starb in Greifswald und wurde in der Nikolaikirche begraben. Sein Nachfolger beim Hofgericht wurde Franz Michael von Boltenstern.
Er war dreimal verheiratet. Seine erste Frau Maria Margareta Hartmann (1639–1656) heiratete er 1654. Sie starb nach der Geburt von Zwillingen im Kindbett. Seine zweite Ehe schloss er 1658 mit Anna Gerdes, der Schwester des Hofgerichtspräsidenten Friedrich Gerdes (1634–1696). Der Ehe entstammten ein Sohn und eine Tochter. Mit seiner dritten Frau Ilsabe de Bruyn hatte er fünf Söhne und fünf Töchter. Mehrere Söhne dienten beim schwedischen Militär.